# Jisp
Jisp – wieś w Holandii, w prowincji Holandia Północna, w gminie Wormerland. Do 1991 r. była oddzielną gminą, po czym połączyła się z gminami Wormer i Wijdewormer, tworząc gminę Wormerland.